# Лук изящный

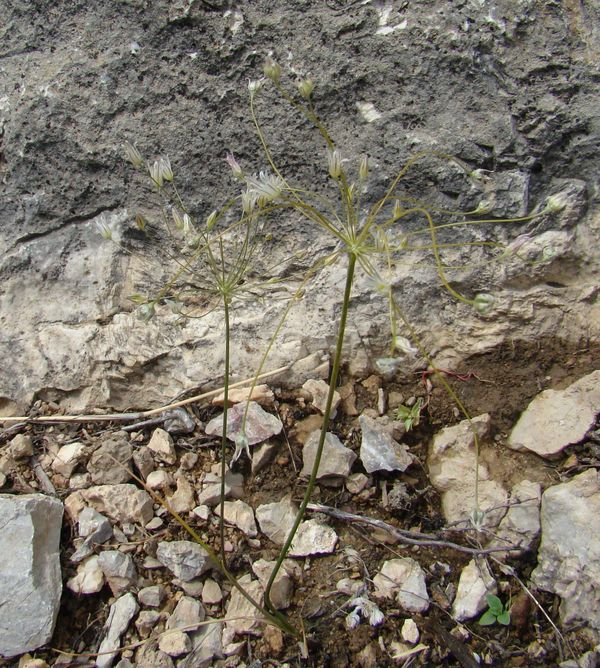

Лук изящный (лат. Allium elegans) — многолетнее травянистое растение, вид рода Лук (Allium) семейства Луковые (Alliaceae).

## Распространение и экология
В природе ареал вида охватывает Памиро-Алай (Алайский хребет, Сары-тау). Эндемик.
Произрастает на глинисто-щебнистых склонах.

## Ботаническое описание
Луковица яйцевидная, диаметром 0,75—1 мм, наружные оболочки кожистые, сероватые или буроватые, раскалывающиеся, без заметных жилок. Луковички немногочисленные, буроватые или фиолетовые, гладкие. Стебель высотой 10—20 см, на четверть или на треть одетый гладкими влагалищами листьев.
Листья в числе двух, шириной 0,5—1 мм, нитевидные, желобчатые, гладкие, немного короче или равны стеблю.
Чехол очень небольшой, в несколько раз короче зонтика, заострённый, остающийся. Зонтик коробочконосный, пучковатый или чаще 
полушаровидный или почти шаровидный, многоцветковый, рыхлый. Цветоножки почти равные, в два—шесть раз длиннее околоцветника, наружные восходящие, при основании с  прицветниками. Листочки колокольчатого околоцветника, белые, с более тёмной жилкой, почти равные, ланцетные, туповатые, длиной 5—6 мм. Нити тычинок в полтора раза короче листочков околоцветника, не четверть между собой и с околоцветником сросшиеся, цельные, треугольно-шиловидные, внутренние при основании в два раза шире наружных. Столбик не выдается из околоцветника.
Коробочка вдвое короче околоцветника.

## Таксономия
Вид Лук изящный входит в род Лук (Allium) семейства Луковые (Alliaceae) порядка Спаржецветные (Asparagales).
|  |                                      |  |                                                             |                                                             |                   |  | ещё 24 семейства (согласно Системе APG II) | ещё 24 семейства (согласно Системе APG II) |                     |  |  |  | ещё более 870 видов |
|  |                                      |  |                                                             |                                                             |                   |  | ещё 24 семейства (согласно Системе APG II) | ещё 24 семейства (согласно Системе APG II) |                     |  |  |  | ещё более 870 видов |
|  |                                      |  |                                                             | порядок Спаржецветные                                       |                   |  |                                            |                                            | род Лук             |  |  |  |                     |
|  |                                      |  |                                                             | порядок Спаржецветные                                       |                   |  |                                            |                                            | род Лук             |  |  |  |                     |
|  | отдел Цветковые, или Покрытосеменные |  |                                                             |                                                             | семейство Луковые |  |                                            |                                            | вид Лук изящный     |  |  |  |                     |
|  | отдел Цветковые, или Покрытосеменные |  |                                                             |                                                             | семейство Луковые |  |                                            |                                            |                     |  |  |  |                     |
|  |                                      |  | ещё 44 порядка цветковых растений (согласно Системе APG II) | ещё 44 порядка цветковых растений (согласно Системе APG II) |                   |  |                                            | ещё около 300 родов                        | ещё около 300 родов |  |  |  |                     |
|  |                                      |  |                                                             | ещё 44 порядка цветковых растений (согласно Системе APG II) |                   |  |                                            |                                            | ещё около 300 родов |  |  |  |                     |